# SSラツィオの選手一覧
SSラツィオの選手一覧（ラツィオの選手一覧）はイタリア・ローマを本拠地とするサッカークラブチーム・SSラツィオに所属経験のある選手一覧。

## 歴代キャプテン
- 1980年代以降のキャプテン

| Footballer                 | Position | Period    |
| -------------------------- | -------- | --------- |
| ジュゼッペ・ウィルソン     | DF       | 1978–1980 |
| アルベルト・ビゴン         | MF       | 1980–1981 |
| ヴィンチェンゾ・ダミーコ   | DF       | 1981–1983 |
| バチスタ                   | MF       | 1983–1984 |
| ブルーノ・ジョルダーノ     | FW       | 1984–1985 |
| ガブリエーレ・ポダヴィーニ | DF       | 1985–1987 |
| ドメニコ・カーソ           | MF       | 1987–1988 |
| レイモンド・マリーノ       | DF       | 1988–1989 |
| ガブリエーレ・ピン         | MF       | 1989–1992 |
| アンジェロ・グレグッチ     | DF       | 1992–1993 |
| クラウディオ・スクローザ   | MF       | 1993–1994 |
| ジュゼッペ・シニョーリ     | FW       | 1994–1997 |
| ディエゴ・フゼール         | MF       | 1997–1998 |
| アレッサンドロ・ネスタ     | DF       | 1998–2002 |
| ジュゼッペ・ファヴァッリ   | DF       | 2002–2004 |
| フェルナンド・コウト       | DF       | 2004–2005 |
| セザール                   | DF       | 2005–2006 |
| ファビオ・リヴェラーニ     | MF       | 2006      |
| マッシモ・オッド           | DF       | 2006–2007 |
| ルチアーノ・ザウリ         | DF       | 2007–2008 |
| トンマーゾ・ロッキ         | FW       | 2008–2013 |
| ステファノ・マウリ         | MF       | 2013–2015 |
| ルーカス・ビリア           | MF       | 2015–2017 |
| セナド・ルリッチ           | DF       | 2017–2021 |
| チーロ・インモービレ       | FW       | 2021–     |

## 選手

### GK
- ルチディオ・センティメンティ 1949-1954
- フェルナンド・オルシ 1982-85, 1989-98
- ヴァレリオ・フィオーリ 1986-1993
- ルカ・マルケジャーニ 1993-2003
- イディリオ・セイ 1958-1968
- マルコ・バロッタ 1997-2000, 2005-2008
- アンジェロ・ペルッツィ 2000-2007
- フェデリコ・マルケッティ 2011-2018
- トーマス・ストラコシャ 2012-
- イヴァン・ヴァルギッチ 2016-
- シルヴィオ・プロト 2018-2021
- ペペ・レイナ 2020-

### DF
- エンリケ・フラミニ 1939-1943,1946-1952,1953-1954
- マリオ・ファッコ 1968-1974
- ジュゼッペ・ウィルソン 1969-1979
- マウロ・タソッティ 1978-1980
- ラファエーレ・セルジオ（イタリア語版） 1989-92
- クリスティアーノ・ヴェルゴーディ（英語版） 1989-96
- ロベルト・クラヴェーロ 1992-1995
- ジュゼッペ・ファヴァッリ 1992-2004
- パオロ・ネグロ 1993-2005
- アレッサンドロ・ネスタ 1993-2002
- ホセ・チャモ 1994-1998
- グエリーノ・ゴッタルディ 1995-2005
- ジュゼッペ・パンカロ 1998-2003
- シニシャ・ミハイロヴィチ 1998-2004
- フェルナンド・コウト 1998-2005
- ロベルト・センシーニ 1999-2000
- ヤープ・スタム 2001-2004
- マッシモ・オッド 2002-2007
- ルチアーノ・ザウリ 2003-2013
- エマヌエーレ・フィリッピーニ 2004-2005
- アントニオ・フィリッピーニ 2004-2005
- セバスティアーノ・シヴィーリア 2004-2010
- / サンティアゴ・ヘンティレッティ 2014-2016
- シュテファン・ラドゥ 2008-
- ルイス・フェリペ 2016-
- フランチェスコ・アチェルビ 2018-

### MF
- ヴィンチェンツォ・ダミーコ 1972-1980,1981-1985
- リオネッロ・マンフレドーニア 1975-1985
- アルベルト・ビゴン 1980-1982
- ガブリエーレ・ピン 1986-1992
- アンジェロ・グレグッチ（英語版） 1986-1993
- クラウディオ・スクローザ（英語版）  1989-94
- ロベルト・バッキ（イタリア語版） 1990-95
- ジョヴァンニ・ストロッパ 1991-93
- アーロン・ヴィンター 1992-1996
- ディエゴ・フゼール 1992-98
- ポール・ガスコイン 1992-95
- ダリオ・マルコリン 1992-2000
- ファブリツィオ・ディ・マウロ 1993-1994
- ロベルト・ディ・マッテオ 1993-1996
- ジョルジョ・ヴェントゥーリン 1994-1999
- グエリーノ・ゴッタルディ 1995-2005
- パベル・ネドベド 1996-2001
- レナート・ブーゾ 1996-1997
- ヴラディミル・ユーゴヴィッチ 1997-1998
- マティアス・アルメイダ 1997-2000
- セルジオ・コンセイソン 1998-2000
- デヤン・スタンコビッチ 1998-2004
- フアン・セバスティアン・ベロン 1999-2001
- ディエゴ・シメオネ 1999-2003
- カレル・ポボルスキー 2001-2002
- ジュリアーノ・ジャンニケッタ 2001-2005
- ファビオ・リヴェラーニ 2001-2006
- クリスティアン・マンフレディーニ 2001-2011
- ウスマーヌ・ダボ 2003-2006
- クリスティアン・レデスマ 2006-2015
- ステファノ・マウリ 2006-2016
- エルナネス 2010-2014
- アルバロ・ゴンサレス 2010-2017
- セナド・ルリッチ 2011-
- ダニーロ・カタルディ 2013-
- セルゲイ・ミリンコヴィッチ＝サヴィッチ 2015-
- アレッサンドロ・ムルジャ 2016-2019
- 鎌田大地 2023-2024

### FW
- シルヴィオ・ピオラ 1934-1943
- アルド・プッチネッリ 1940-1943,1945-1955
- フアン・カルロス・モッローネ 1960-1964,1966-1971
- ジョルジョ・キナーリャ 1969-1976
- ミカエル・ラウドルップ 1983-1985
- パオロ・ディ・カーニオ 1985-1990,2004-2006
- グスタボ・デゾッティ 1988-1989
- ルベン・ソサ 1988-1992
- カール＝ハインツ・リードレ 1990-1993
- ジュゼッペ・シニョーリ 1992-1997
- ロベルト・ランヴァウディ 1994-98
- ピエルルイジ・カシラギ 1993-1998
- アレン・ボクシッチ 1993-1996,1997-2000
- ロベルト・マンチーニ 1997-2000
- マルセロ・サラス 1998-2001
- クリスティアン・ヴィエリ 1998-99
- ファブリッツィオ・ラバネッリ 2000-2001
- クラウディオ・ロペス 2000-2004
- エンリコ・キエーザ 2002-2003
- ベルナルド・コッラーディ 2002-2004
- ロベルト・ムッツィ 2003-2005
- トンマーゾ・ロッキ 2004-2012
- ゴラン・パンデフ 2004-2009
- ミロスラフ・クローゼ 2011-2016
- アントニオ・カンドレーヴァ 2012-2016
- ケイタ・バルデ 2013-2017
- フェリペ・アンデルソン 2013-2018
- チーロ・インモービレ 2016-
- ペドロ  2021-

## 下部組織出身の選手
＊数字は下部組織在籍年数。トップチームデビューがない選手は未記載。
- マウロ・タソッティ
- パオロ・ディ・カーニオ 1984-1986
- アレッサンドロ・ネスタ 1983-1993
- ダニーロ・カタルディ 2006-2013
- トーマス・ストラコシャ 2012-2014
- アレッサンドロ・ムルジャ 2012-2016